# Detlef Borchers

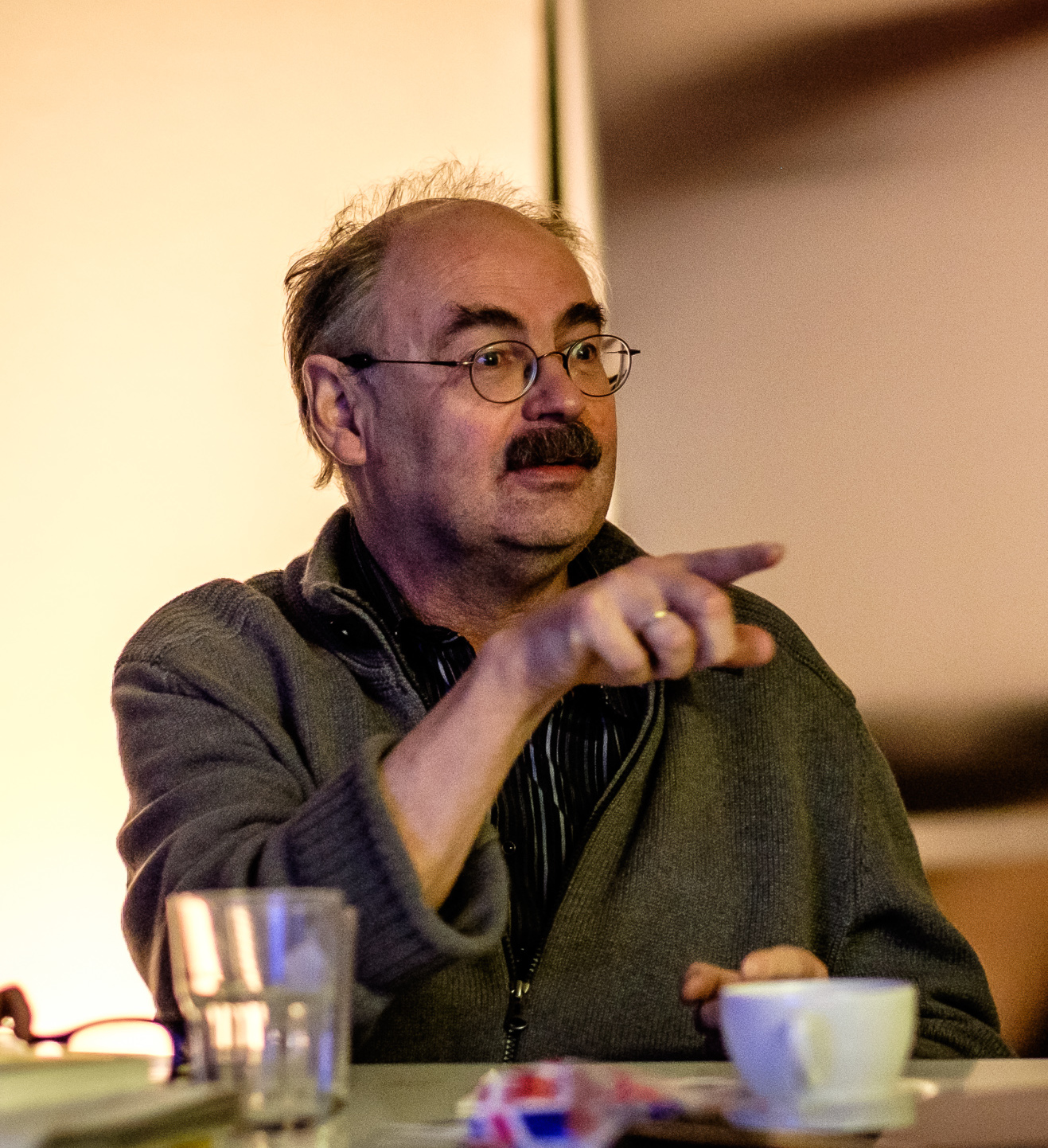
Detlef Borchers, 2014

Detlef Henning Borchers (* 1955) ist ein deutscher Journalist mit Fachgebiet Informationstechnologie (IT).
Borchers schrieb unter anderem für die Computerwoche, das Handelsblatt, die Neue Zürcher Zeitung (NZZ), die Süddeutsche Zeitung, Die Zeit und die Frankfurter Allgemeine Zeitung, heute hauptsächlich für heise online. Einen Schwerpunkt seiner Arbeit bilden die Auswirkungen großer IT-Projekte auf die Gesellschaft.
Er ist Autor mehrerer Computerfachbücher.

## Schriften
- Van Wolverton: MS-DOS griffbereit, Vieweg Verlag 1989 (deutsche Bearbeitung)
- Das Buch zu Works: Textverarbeitung, Tab.-Kalkulation, Grafik, Datenbankmanagement und Kommunikation in der Anwendung, Vieweg Verlag 1989 (Mitverf.)
- Intellectuals. A Critical Bibliography. Verlag International General, U.S.A. 1992. ISBN 0-88477-037-0.
- Microsoft-Windows-95-Anwender-Training, Redmond-Verlag 1996, 3 Bände